# Йоан XI
Йоан XI (на латински: Ioannes PP. XI) е римски папа от март 931 до декември 935 г.
Извънбрачен син на Марозия и папа Сергий III, Йоан получава папския престол благодарение на майка си. Завършва живота си в тъмница, в която е затворен заедно с майка си от другия ѝ син Алберих.
Йоан XI е папа от периода на порнокрацията.